# Брітта Штеффен
Брітта Штеффен  (нім. Britta Steffen; 16 листопада 1983) — німецька плавчиня, олімпійська чемпіонка.

## Виступи на Олімпіадах
| Олімпіада   | Дисципліна                            | Місце |
| ----------- | ------------------------------------- | ----- |
| Сідней 2000 | естафета 4 × 100 вільним стилем       | 4     |
| Сідней 2000 | естафета 4 × 200 вільним стилем       | 3     |
| Афіни 2004  | естафета 4 × 100 вільним стилем       | 4     |
| Пекін 2008  | плавання на 50 метрів вільним стилем  | 1     |
| Пекін 2008  | плавання на 100 метрів вільним стилем | 1     |
| Пекін 2008  | естафета 4 × 100 вільним стилем       | 5     |
| Пекін 2008  | комплексна естафета 4 × 100           | 9     |